# V391 Pegasi
V391 Pegasi eller HS 2201+2610 är en ensam stjärna belägen i den mellersta delen av stjärnbilden Pegasus. Den har en skenbar magnitud av ca 14,61 och kräver ett kraftfullt teleskop för att kunna observeras. Baserat på parallax enligt Gaia Data Release 2 på ca 0,81 mas, beräknas den befinna sig på ett avstånd på ca 4 000 ljusår (1 240 parsek) från solen.

## Egenskaper
V391 Pegasi är en blå till vit subdvärgstjärna av spektralklass sdB. Den har en massa som är lika med ca 0,47 solmassa, en radie som är ca 0,23 solradie och utsänder energi från dess fotosfär motsvarande ca 34 gånger solen vid en effektiv temperatur av ca 29 300 K.
Stjärnor som V391 Pegasi tros vara resultatet av utstötningen av väteskalet på en röd jättestjärna vid eller strax före början av kärnfusion av helium. Utstötningen lämnar bara en liten mängd väte på ytan - mindre än 1/1000 av den totala stjärnmassan. Framtiden för stjärnan är att så småningom svalna för att bli en vit dvärg med låg massa. Anledningen till att vissa stjärnor, som V391 Pegasi, tappar så mycket massa är inte välkänd. Vid spetsen av den röda jättegrenen når de röda jätteprekursorerna till subdvärgstjärnorna dess maximala radie, i storleksordningen 0,7 AE. Efter denna punkt försvinner väteskalet och heliumfusion börjar - detta kallas heliumblixten.

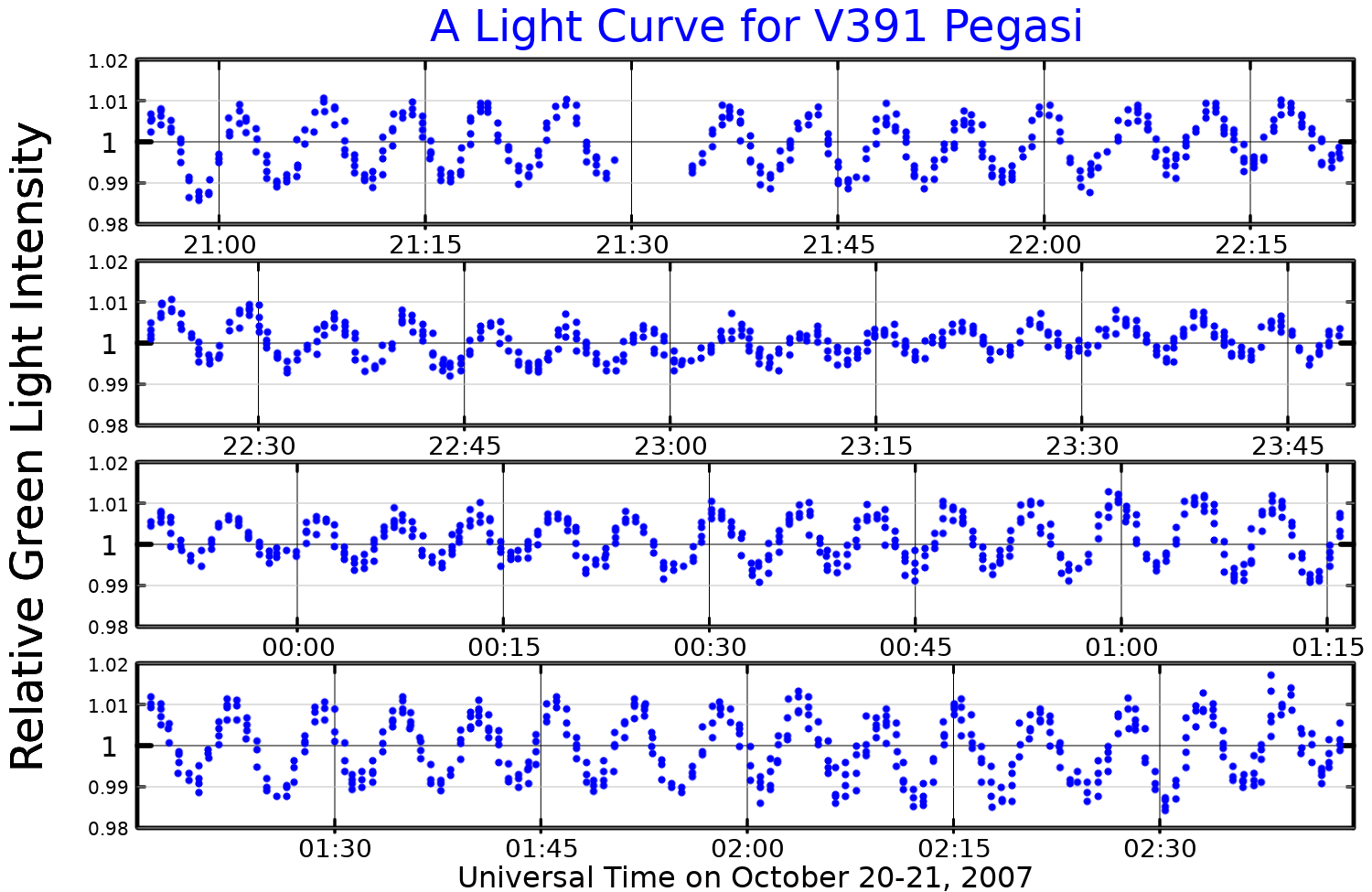
Ljuskurva för V391 Pegasi anpassad från Silvotti et al. (2010).)

V391 Pegasi är en pulserande variabel stjärna av typen V361 Hydrae-variabel (eller även kallad sdBVr-typ). Man tror att stjärnans massa när den fortfarande var i huvudserien var mellan 0,8 och 0,9 gånger solens.

## Hypotetiskt planetsystem
År 2007 visade forskning med hjälp av den variabla stjärntidsmetoden närvaron av en gasjätteplanet som kretsar kring V391 Pegasi. Denna exoplanet kallades V391 Pegasi b. Planeten vid en "extrem horisontell gren"-stjärna gav ledtrådar om vad som kan hända med planeterna i solsystemet när solen förvandlas till en röd jätte inom de kommande 5 miljarderna åren.
Efterföljande forskning publicerad 2018, med den stora mängden nya fotometriska tidsseriedata som samlats in sedan publiceringen av de ursprungliga uppgifterna i beaktande, fann man dock bevis både för och emot exoplanetens existens. Även om planetens existens inte motbevisades, var argumenten för dess existens nu förvisso svagare, och författarna konstaterade att den "kräver bekräftelse med en oberoende metod."
| Planet | Massa         | Halv storaxel (AE) | Siderisk omloppstid (d) | Excentricitet | Inklination | Radie |
| ------ | ------------- | ------------------ | ----------------------- | ------------- | ----------- | ----- |
| b      | >3,2 ± 0,7 MJ | 1,7 ± 0,1          | 1 170 ± 44              | 0,00          | -           | -     |